# هربرت وليامز (متسابق يخت)
هربرت وليامز (بالإنجليزية: Herbert Williams)‏ هو متسابق يخت أمريكي، ولد في 24 يوليو 1908 في هوف في المملكة المتحدة، وتوفي في 10 يناير 1990 في ميشيغان في الولايات المتحدة.

## وصلات خارجية
- هربرت وليامز على موقع الاتحاد الدولي للملاحة الشراعية (موقع جديد) (الإنجليزية)
- هربرت وليامز على موقع الاتحاد الدولي للملاحة الشراعية (موقع قديم) (الإنجليزية)
- هربرت وليامز على موقع اللجنة الأولمبية الدولية (الإنجليزية)
- هربرت وليامز على موقع أوليمبيديا (الإنجليزية)